# Liebherr Machines Bulle
Die Liebherr Machines Bulle SA ist ein Teil der Liebherr-Unternehmensgruppe in Bulle FR im eidgenössischen Kanton Freiburg.

## Geschichte
Der Fertigungsstandort besteht als eigene Produktionsgesellschaft seit 1978. Im Jahre 1984 produzierte hier Liebherr den ersten eigenen 12-Zylinder-Dieselmotor für Erdbewegungmaschinen, nachdem zunächst Pumpenverteilergetriebe und Axialkolbenpumpen gefertigt worden waren. Neben Dieselmotoren werden seit 1996 eigene Liebherr-Gasmotoren für Blockheizkraftwerke und Biogasanlagen in Bulle hergestellt. Es besteht auch die Möglichkeit für Fremdfirmen Liebherr Motoren und Komponenten zu erwerben.
In Bulle umfasst der Produktionsstandort eine Fläche von 118.000 m², davon 56.000 m² überdachte Hallenfläche. Das Grundkapital der SA von Bulle in Höhe von 100 Mio. Schweizer Franken befand sich 2015 im ausschließlichen Besitz der Familie Liebherr.

## Literatur

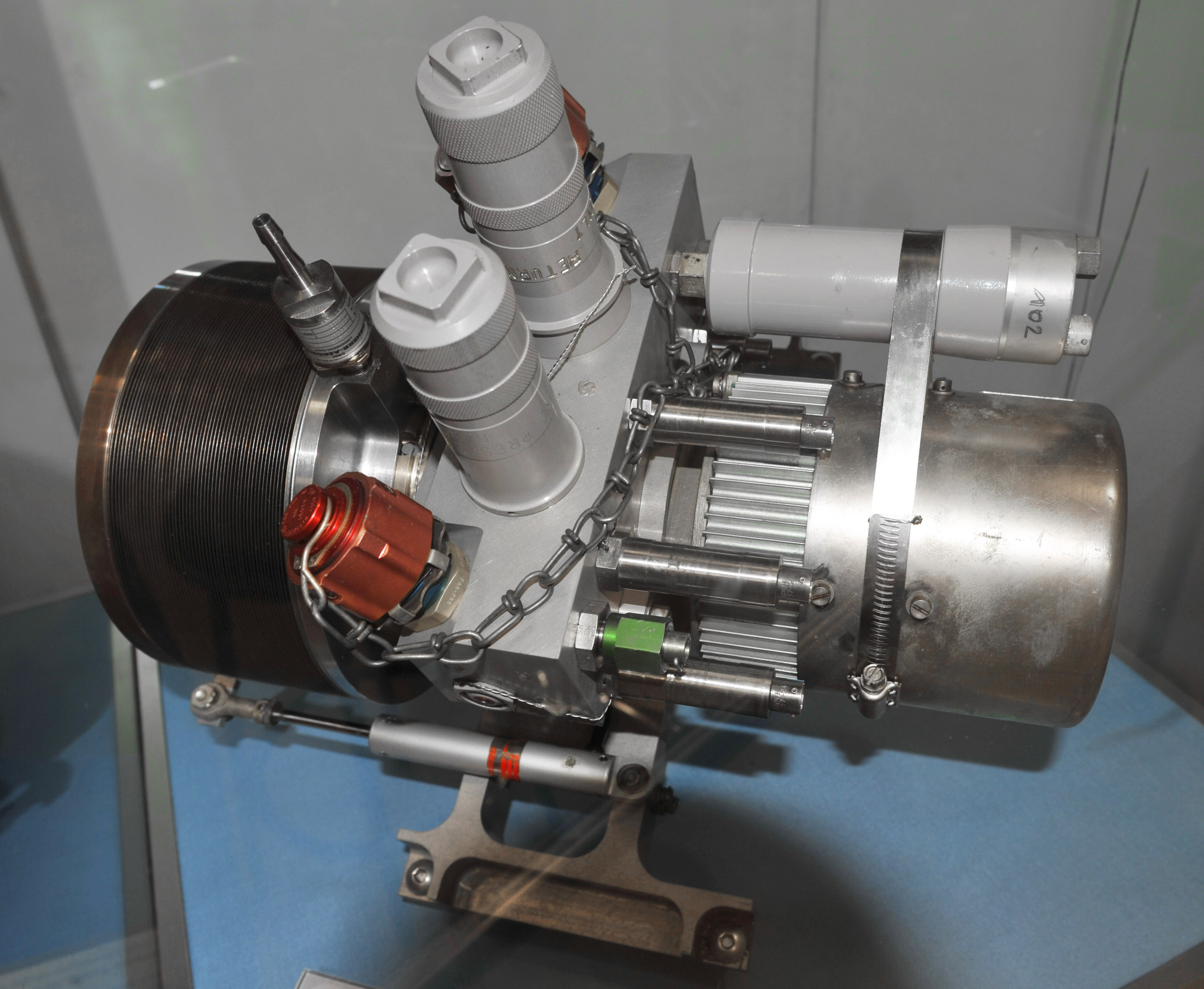
Liebherr Hydraulikkomponente